# Bertram (imię)
Bertram – imię męskie pochodzenia germańskiego. Wywodzi się od słów berath "światły", "jasny" i hramm "kruk". Znaczy "biały kruk". Innym jego wariantem jest Bertrand.
Bertram imieniny obchodzi 23 stycznia, 30 czerwca, 17 sierpnia
Znane osoby noszące imię Bertram:
- Bertrannus, francuski kardynał

Zobacz też:
- Adolf Bertram
- bertram (roślina)